# Hjälta kraftverk
Hjälta kraftverk är ett vattenkraftverk i Faxälven strax nedströms Långsele tätort. Kraftverket invigdes 1950 och utnyttjar en fallhöjd på 82 meter. Det är det nedersta kraftverket i Faxälven före utloppet i Ångermanälven. Effekten är 178 MW och normalårsproduktionen 1005 GWh. Ägare är Uniper.
Innan kraftverket anlades, fanns i älven forsen Nässeforsen. 
När Hjälta kraftverk byggdes dämdes Långselet upp till Forsse kraftverk i Österforse. Dämningsområdet sträcker sig även in i Nordsjösjön och Nässjön. Inför dämningen grävdes 1948 en kanal mellan de båda sjöarna för att förbättra vattengenomströmningen.